# Kotschya perrieri
Kotschya perrieri là một loài thực vật có hoa trong họ Đậu. Loài này được (R.Vig.) Verdc. miêu tả khoa học đầu tiên.